# Micropolia jacksonensis
Micropolia jacksonensis is een tweekleppigensoort uit de familie van de Neoleptonidae. De wetenschappelijke naam van de soort is voor het eerst geldig gepubliceerd in 1953 door Charles Francis Laseron.